# Dicranomyia (Dicranomyia) miseranda
Dicranomyia (Dicranomyia) miseranda is een tweevleugelige uit de familie steltmuggen (Limoniidae). De soort komt voor in het Neotropisch gebied.